# Schwarzkopf (varumärke)
Schwarzkopf är ett varumärke för schampo, balsam och andra hårvårdsprodukter. Det ägs och tillverkas av Henkel-koncernen med huvudkontor i Düsseldorf, Tyskland.

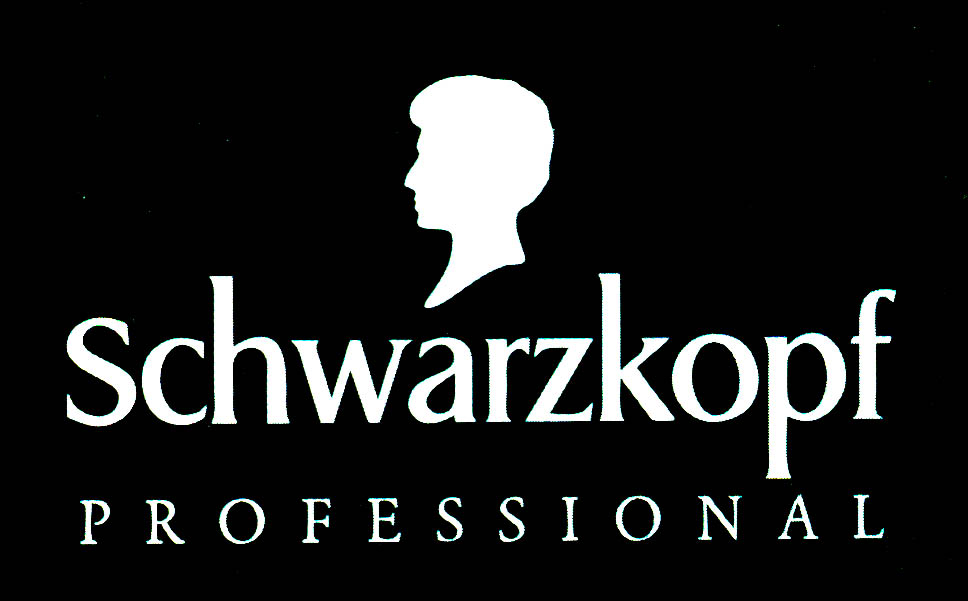

År 1898 öppnade kemisten Hans Schwarzkopf ett litet drogeri (färg- och parfymhandel) i Berlin. Schwarzkopf är ett av Henkels mest kända varumärken, med produkter inom hårfärgning, hårvård och styling, både som konsumentprodukter och för frisersalonger.